# Квінт Цецилій Метелл Непот
Квінт Цецилій Метелл Непот (141 — після 97 р. до н. е.) — політичний, державний та військовий діяч Римської республіки, консул 98 року до н. е.

## Життєпис
Походив з роду нобілів Цециліїв. Син Квінта Цецилія Метелла Балеарського, консула 123 року до н. е.
У 101 році до н. е. став претором, а у 98 році до н. е. його обрано консулом разом з Титом Дідієм. Ще під час виборів клопотав про повернення Квінта Цецилія Метелла Нумідійського. Під час своєї каденції провів закон Цецилія—Дідія, який регламентував порядок внесення законопроєктів. Після цього був притягнутий до суду Гаєм Куріоном, але Метелл ще до закінчення суду помер.
Непот всиновив свого двоюрідного небожа.

## Сім'я
Дружина — Ліцинія Красса
Діти:
- Квінт Цецилій Метелл Непот, консул 57 року до н. е.
- Квінт Цецилій Метелл Целер, консул 60 року до н. е.
- Цецилія, дружина Публія Корнелій Лентула Спінтера, консула 57 року до н. е.